# ＃家族募集します
『#家族募集します』（ハッシュタグかぞくぼしゅうします）は、2021年7月9日から9月24日までTBS系「金曜ドラマ」枠で放送されたテレビドラマ。主演はゴールデン・プライム帯の連続ドラマに初主演となる重岡大毅。
一人親家庭となったばかりの主人公が、幼馴染がソーシャル・ネットワーキング・サービス（SNS）に投稿したハッシュタグ「#家族募集します」に巻き込まれ、そのハッシュタグで集まった大人4人と子供3人が一つ屋根の下で共同生活を送る姿を描くホームドラマ。

## あらすじ
5歳の息子・陽を1人で育てる赤城俊平は偶然再会した小学校時代の幼馴染み・小山内蒼介からSNSで家族を募集し子育てをシェアして一緒に暮らそうと提案され、教師の桃田礼、シンガーソングライターの横瀬めいく（どちらもシングルマザー）の2人と、それぞれの子供たちと同居生活を始めることになる。

## キャスト

### #家族募集します
蒼介がSNSに投稿したこのハッシュタグの呼びかけに集まり「にじや」2階で共同生活を送る家族たち。
赤城俊平（あかぎ しゅんぺい）〈28〉
演 - 重岡大毅（ジャニーズWEST）（幼少期：竹内一加）
本作の主人公。絵本出版社「エッグプラント」勤務。
物語開始の3か月前に妻・みどりを亡くしシングルファーザーとなってしまったばかり。陽の前では笑顔でいると決め、みどりの死を陽に伝えられずにいた。
桃田礼（ももた れい）〈29〉
演 - 木村文乃
シングルマザー。本郷坂第一小学校教員。
物語開始当初は別居状態で正式に離婚はしていなかったが、第6話で正式に離婚した。
小学校では1年生の担任。
小山内蒼介（おさない そうすけ）〈31〉
演 - 仲野太賀（幼少期：土田諒）
俊平の幼馴染。お好み焼き屋「にじや」の住み込み従業員。
にじやの立て直し策としてその2階の空き物件を利用した家賃収入を考案し、にじやでの共同生活を呼びかけるべくSNSで「#家族募集します」のハッシュタグを投稿した張本人。
自身が生まれてすぐ後に父が出ていき、母に女手一つで育てられたものの、ある日、その母とも音信不通になっている。
横瀬めいく（よこせ めいく）〈27〉
演 - 岸井ゆきの
シングルマザー。シンガーソングライター。
赤城陽（あかぎ はる）〈5〉
演 - 佐藤遙灯
俊平の息子。第3話まで母・みどりが亡くなったことを知らなかった。
桃田雫（ももた しずく）〈5〉
演 - 宮崎莉里沙
礼の娘。
横瀬大地（よこせ だいち）〈6〉
演 - 三浦綺羅
めいくの息子。

### エッグプラント
俊平が勤務する絵本出版社。
枕崎由多加（まくらざき ゆたか）
演 - 小松和重
社長。俊平の良き理解者で、俊平を常に気にかけている。
伊野三鈴（いの みすず）
演 - 丸山礼
俊平の後輩。仕事と並行して子育てに励む俊平に対し尊敬の念を抱いている。

### その他
野田銀治（のだ ぎんじ）〈79〜80〉
演 - 石橋蓮司
鳥越・おかず横丁付近にあるお好み焼き屋「にじや」店主で蒼介の師匠。蒼介が押しかけ弟子となるまでは一人暮らしだった。店舗兼住居の2階を貸部屋にするという蒼介の提案にも快く応じる。
赤城みどり（あかぎ みどり）〈故人〉
演 - 山本美月（特別出演）
俊平の妻。陽の母。絵本作家だったが、デビュー作の出版後に取材先のヨーロッパで事故死した。
佐山圭太（さやま けいた）
演 - 福山翔大
陽が通うはづき保育園の保育士。
中里隆志（なかざと たかし）
演 - 金子大地
礼が勤務する本郷坂第一小学校の教員。礼の後輩。
黒崎徹（くろさき とおる）
演 - 橋本じゅん（第4話 - ）
桜明建設株式会社 東京本店 建築事業部のプロジェクトマネージャー。蒼介の投稿を見て、「にじや」への入居を希望するシングルファーザー。
3か月前より海外コンサートツアーに出かけた元妻・倫子から半年間いつきを預かる。
黛いつき（まゆずみ いつき）〈8〉
演 - 板垣樹（第4話 - ）
徹の娘。5年前に両親が離婚し、親権は母親にある。
野田達也（のだ たつや）
演 - 宇野祥平（第8話 - ）
銀治の息子。
野田久実子（のだ くみこ）
演 - ヒコロヒー（第8話 - ）
達也の妻。
黛倫子（まゆずみ りんこ）
演 - 平原綾香（第8話 - ）
徹の元妻。音楽関係の仕事をしており、現在海外でのコンサートツアー中のため、半年間限定で徹にいつきを預けていたが、予定を前倒して帰国する。
にじやの常連客
演 - しのへけい子、黒田浩史

### ゲスト
神林ナオト
演 - 井口理（King Gnu）（第2話・第6話）
めいくの路上ライブ仲間。仲間からは「レフト」と呼ばれる。
ライト
演 - 菅原健（第2話）
めいくの路上ライブ仲間。
長老
演 - オクイシュージ（第2話）
めいくの路上ライブ仲間。めいくが息子のことが気がかりで、以前のように歌に没頭できないと悩みを吐露したのを聞きつけ、その悩みを歌にしたらいいとアドバイスする。
高梨沙恵
演 - 山下容莉枝（第3話 - 第6話）
みどりの母。
高梨勝彦
演 - 井上肇（第3話 - 第6話）
みどりの父。
三沢芳樹
演 - 橋本淳（第4話 - 第6話）
礼の別居中の夫。起業家。
銀治の妻
演 - 勝倉けい子（第8話）
6年前に他界。
後藤圭佑
演 - きじまりゅうた（最終話）
桜明建設株式会社の社員で住宅本部所属。異動してきた黒崎の部下となる。

## スタッフ
- 脚本 - マギー[5][6][7]
- 脚本協力 - 佐藤満春[28][29]
- 音楽 - 河野伸
- 主題歌 - ジャニーズWEST「でっかい愛」（ジャニーズ・エンタテイメント）[30]
- お好み焼き指導 - 平沼朱央（でめきん）
- 劇中写真 - 川島小鳥
- 絵本制作 - Orie Kawamura
- 料理監修 - きじまりゅうた
- 編成 - 中西真央、寺田淳史
- プロデューサー - 佐久間晃嗣、岩崎愛奈、那須田淳
- 演出 - 福田亮介、村尾嘉昭
- 製作 - TBSスパークル、TBS

## 放送日程
| 放送回                                                                      | 放送日  | サブタイトル                                           | 演出       | 視聴率 |
| --------------------------------------------------------------------------- | ------- | ------------------------------------------------------ | ---------- | ------ |
| 第1話                                                                       | 7月9日  | SNSで巻き込まれ始まった家族!? 一つ屋根の下のでっかい愛 | 福田亮介   | 7.7%   |
| 第2話                                                                       | 7月16日 | 破天荒ママ襲来!! 早くも家族解散の危機                  | 福田亮介   | 7.8%   |
| 第3話                                                                       | 8月13日 | ついに真実を伝える時 息子へ涙の告白                    | 福田亮介   | 5.1%   |
| 第4話                                                                       | 8月20日 | モンスターパパと娘加入!? 家族仲間割れ                  | 村尾嘉昭   | 7.0%   |
| 第5話                                                                       | 8月27日 | クセ者パパVS家出娘! 家族修復大作戦                     | 村尾嘉昭   | 5.4%   |
| 第6話                                                                       | 9月03日 | ママに恋の予感! 家族で彼氏候補面接!?                   | 坂上卓哉   | 6.4%   |
| 第7話                                                                       | 9月10日 | 海水浴一泊旅行にまつわるエトセトラ                     | 加藤亜季子 | 7.0%   |
| 第8話                                                                       | 9月17日 | 家族の運命… SNSに託す最後の挑戦!                       | 福田亮介   | 7.8%   |
| 最終話                                                                      | 9月24日 | 君が好きだよ! 雨上がりの空にかかる虹                   | 福田亮介   | 8.8%   |
| 平均視聴率 7.0%（視聴率はビデオリサーチ調べ、関東地区・世帯・リアルタイム） |         |                                                        |            |        |

- 初回は22時 - 23時09分の15分拡大放送。
- 7月23日は『ザ・ベストワン』、30日は東京オリンピック中継のため休止。さらに8月6日も『UTAGE!』のため休止となっており、第2話から第3話まで実に3週間放送期間が空いたため、TBS FREEとTVerの配信期間もその分延長する措置が取られた。

## タイアップ
- 2021年7月12日からドラマ最終回当日まで、本作とお好み焼きチェーン店の道とん堀がコラボレーションを行い、劇中に登場するお好み焼き屋「にじや」の看板メニューで、料理研究家のきじまりゅうたが監修を行った「にじやのお好み焼き」と「にじやの焼きそば」が道とん堀の店舗にて実際に販売されることとなった[33][34]。